# Алексеевское Лесничество
Алексе́евское Лесни́чество — посёлок в Любинском районе Омской области России. Входит в состав Алексеевского сельского поселения.

## География
Населённый пункт находится на юго-западе центральной части Омской области, в лесостепной зоне, в пределах Ишимской равнины, на расстоянии примерно 42 км (по прямой) к северо-западу от посёлка городского типа Любинский, административного центра района. Абсолютная высота — 117 м над уровнем моря.
Часовой пояс
Посёлок Алексеевское Лесничество, как и вся Омская область, находится в часовой зоне МСК+3. Смещение применяемого времени относительно UTC составляет +6:00.

## Население
| 2010 |
| ---- |
| 7    |

Гендерный состав
По данным Всероссийской переписи населения 2010 года, в гендерной структуре населения мужчины составляли 42,9 %, женщины — соответственно 57,1 %.
Национальный состав
Согласно результатам переписи 2002 года, в национальной структуре населения русские составляли 90 % из 10 чел.

## Улицы
Уличная сеть посёлка состоит из одной улицы (ул. Лесная).